# Smardz jadalny

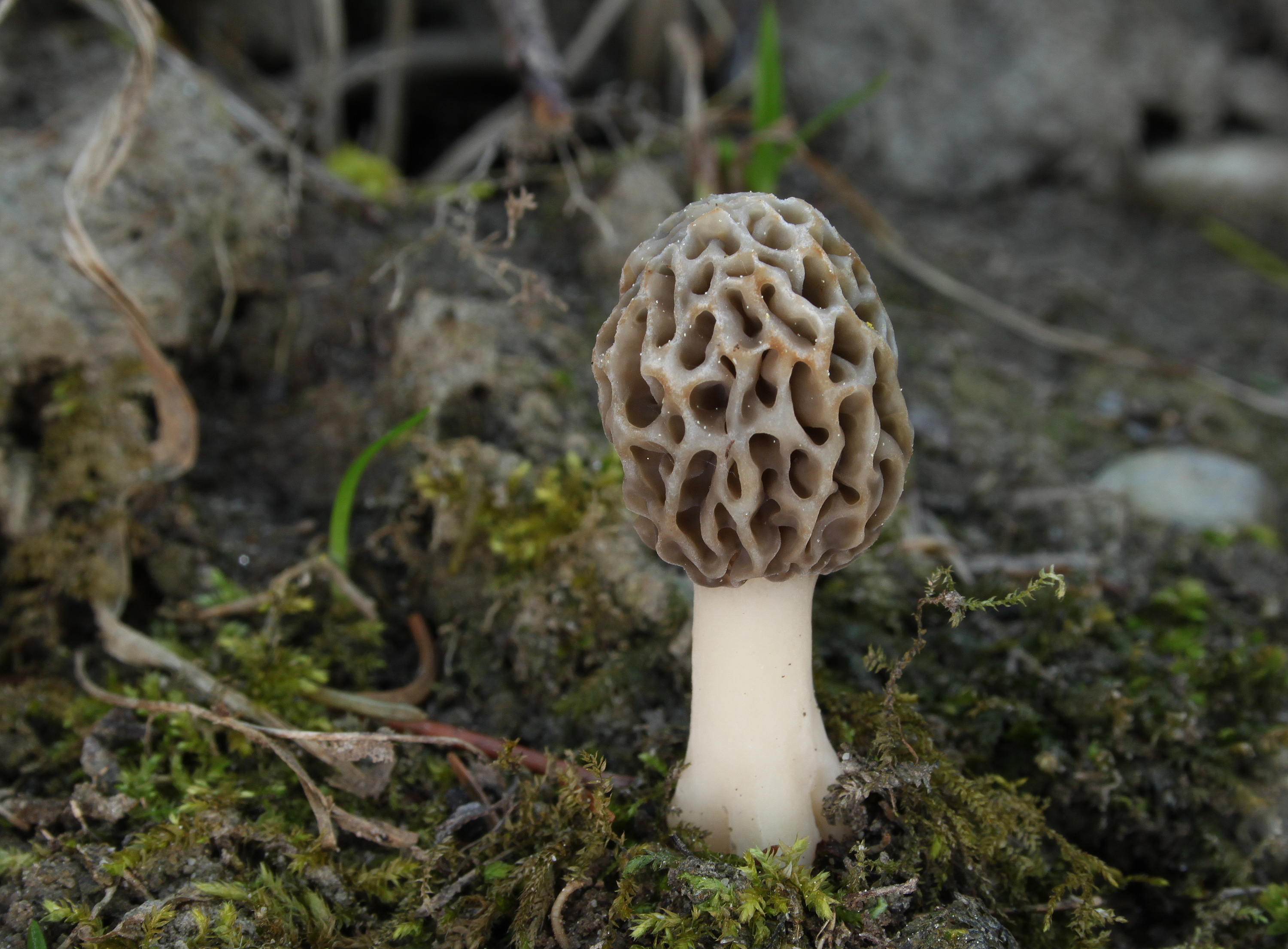

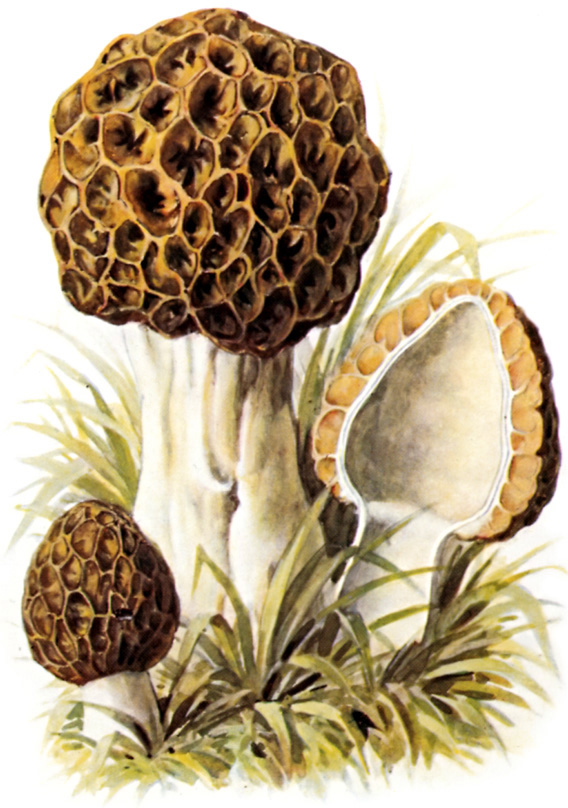

Smardz jadalny, smardz zwyczajny (Morchella esculenta (L.) Pers.) – gatunek grzybów należący do rodziny smardzowatych (Morchellaceae).

## Systematyka
Pozycja w klasyfikacji według Index Fungorum: Morchella, Morchellaceae, Pezizales, Pezizomycetidae, Pezizomycetes, Pezizomycotina, Ascomycota, Fungi.
Jest to gatunek typowy rodzaju smardz (Morchella). Zgodnie z zasadami nomenklatury botanicznej (dotyczącej także grzybów) przyjęto, że gatunek ten został poprawnie zdiagnozowany taksonomicznie po raz pierwszy przez Karola Linneusza (jako Phallus esculentus) w Species Plantarum w 1753 r. Do rodzaju Morchella został przeniesiony przez Christiana Persoona w Synopsis methodica fungorum w 1801 r. i zatwierdzony przez Eliasa Friesa w Systema mycologicum II w 1822 r.
Ma ok. 100 synonimów naukowych. Niektóre z nich:

- Helvella esculenta (L.) Sowerby 1797
- Morchella conica Pers. 1818
- Morchella conica var. angusticeps Peck 1912
- Morchella esculenta var. rotunda (Fr.) I.R. Hall 1998
- Morchella esculenta var. umbrina (Boud.) S. Imai 1954
- Morchella esculenta var. vulgaris (Pers.) A. Gennari 2000
- Morchella esculenta var rotunda Pers. 1801
- Morchella esculenta ß vulgaris Pers. 1801
- Morchella rotunda (Pers.) Boud. 1897
- Morchella rotunda var. cinerea Boud. 1897
- Morchella rotunda var. esculenta (L.) Jacquet. 1985
- Morchella umbrina Boud. 1897
- Morchella vulgaris (Pers.) Boud. 1897
- Morellus esculentus (L.) Eaton 1818
- Phallus esculentus L. 1753
- Phallus esculentus L. 1753, var. esculentus[4].

## Morfologia
Główka
Przeważnie wysokości 3–10 cm i 3–7 cm średnicy, barwy beżowej lub ochrowej (czasami szara lub prawie czarna), o owalnym lub stożkowatym pokroju (pusta w środku), przyrośnięta do trzonu, z nieregularnymi alweolami (wnękami) na powierzchni, między którymi żeberka ułożone są w sposób niewyróżniający żadnego kierunku.
Trzon
Długości 2–6 cm i 2–4 cm średnicy. Barwy kremowej, żółtej lub białawy, pusty w środku, o powierzchni chropowatej lub ziarnistej. U dojrzałych owocników podstawa trzonu jest rozszerzona i pofałdowana.
Miąższ
Białawy, kruchy, o woskowatej konsystencji, łagodnym smaku i korzennej woni.
Zarodniki
Eliptyczne, gładkie, o wymiarach 16–23 × 11–14 μm, o powierzchni często pokrytej kropelkami. Wysyp zarodników jest barwy żółtoochrowej.
Gatunki podobne
- piestrzenica kasztanowata (Gyromitra esculenta) i piestrzenica olbrzymia (Gyromitra gigas) – mają główkę nie tak wydłużoną, ale szeroką i mózgowato pofałdowaną[7],
- smardz grubonogi (Morchella crassipes) – jest większy i ma gruby trzon, który ponadto jest górą ziarnisty i brodawkowaty[7].

## Występowanie i siedlisko
Występowanie smardza jadalnego potwierdzono na wszystkich kontynentach poza Antarktydą. Najwięcej stanowisk podano w Europie, występuje tu na całym jej obszarze. W Polsce jest rzadki. W Czerwonej liście roślin i grzybów Polski ma status R – gatunki rzadkie. Występuje na terenie całego kraju, do 2020 r. podano około 260 jego stanowisk. Wymagają one jednak sprawdzenia co do prawidłowości oznaczenia gatunku, gdyż w ostatnim czasie dużo zmieniło się w taksonomii tych grzybów.
Grzyb naziemny. Rozwija się w lasach liściastych i mieszanych, także na łąkach i łęgach, często pod jesionami, czasami na wysypiskach porośniętych zielenią, na nawożonych glebach. W Europie owocniki wytwarza w kwietniu i maju. Według niektórych autorów jest grzybem mykoryzowym tworzącym związki ze świerkiem pospolitym, daglezją zieloną, modrzewiem, sosną wydmową i jesionem wyniosłym. Prawdopodobnie jednak są to słabe, fakultatywne związki biotroficzne.

## Znaczenie
Kulinarne
Owocniki są jadalne, opisywane jako cenne pod względem spożywczym, smaczne, przydatne do obróbki zarówno świeże, jak i suszone, jednak w stanie surowym toksyczne dla człowieka.
Ochrona
W latach 1983–2014 podlegał ochronie ścisłej, a od 2014 roku objęty jest ochroną częściową. Zbiór owocników na użytek własny i pozyskiwanie do celów gospodarczych dopuszczalne jest
tylko w ogrodach, uprawach ogrodniczych, szkółkach leśnych oraz na terenach zieleni.
Filatelistyka
Poczta Polska wyemitowała 31 sierpnia 2012 r. znaczek pocztowy przedstawiający smardza jadalnego, o nominale 1,95 zł, w serii Grzyby w polskich lasach. Wydrukowano 300 000 sztuk, techniką offsetową, na papierze fluorescencyjnym. Autorem projektu znaczka była Marzanna Dąbrowska. Znaczek posiadał przywieszkę z piestrzenicą kasztanowatą.

## Galeria

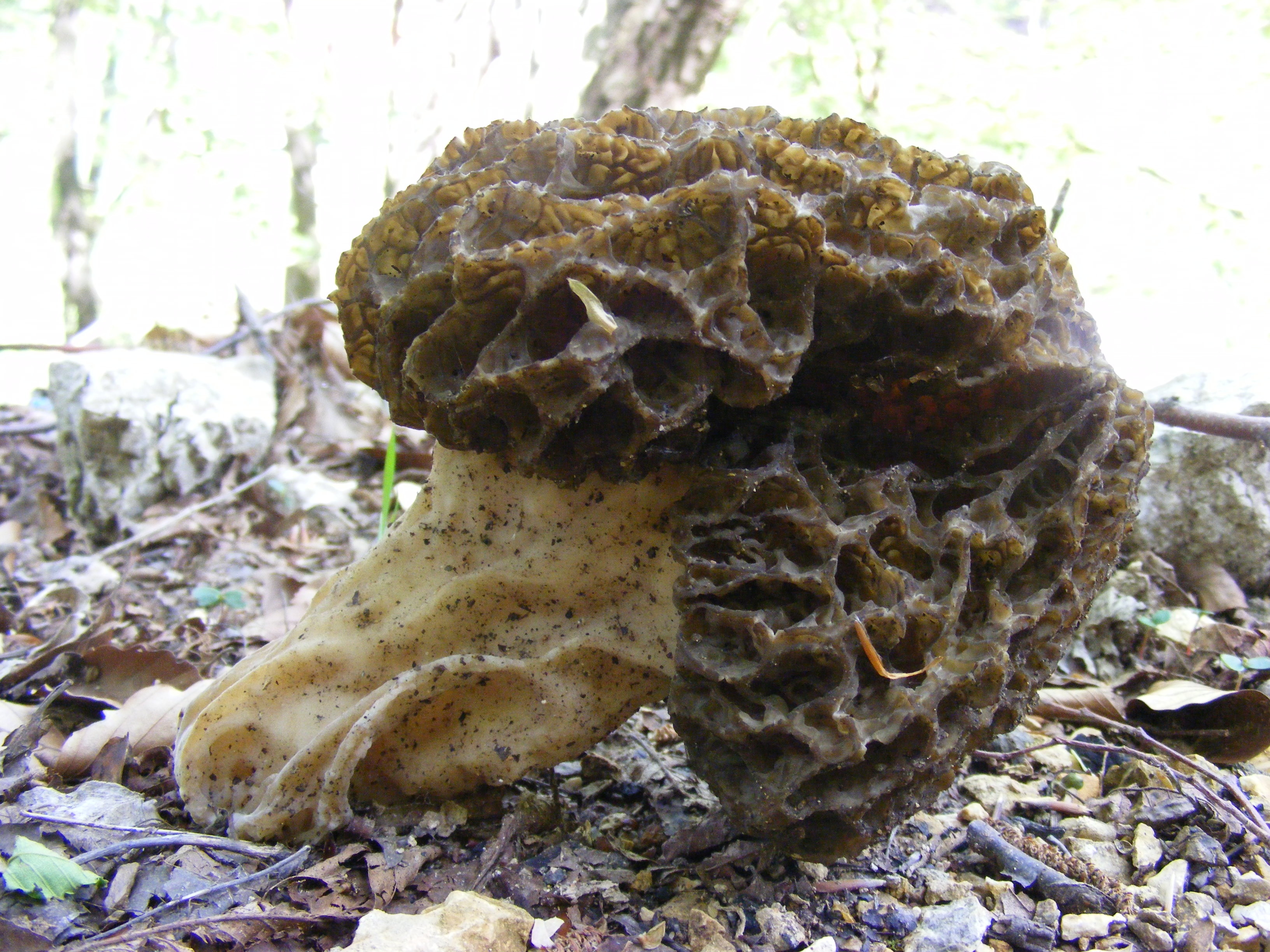
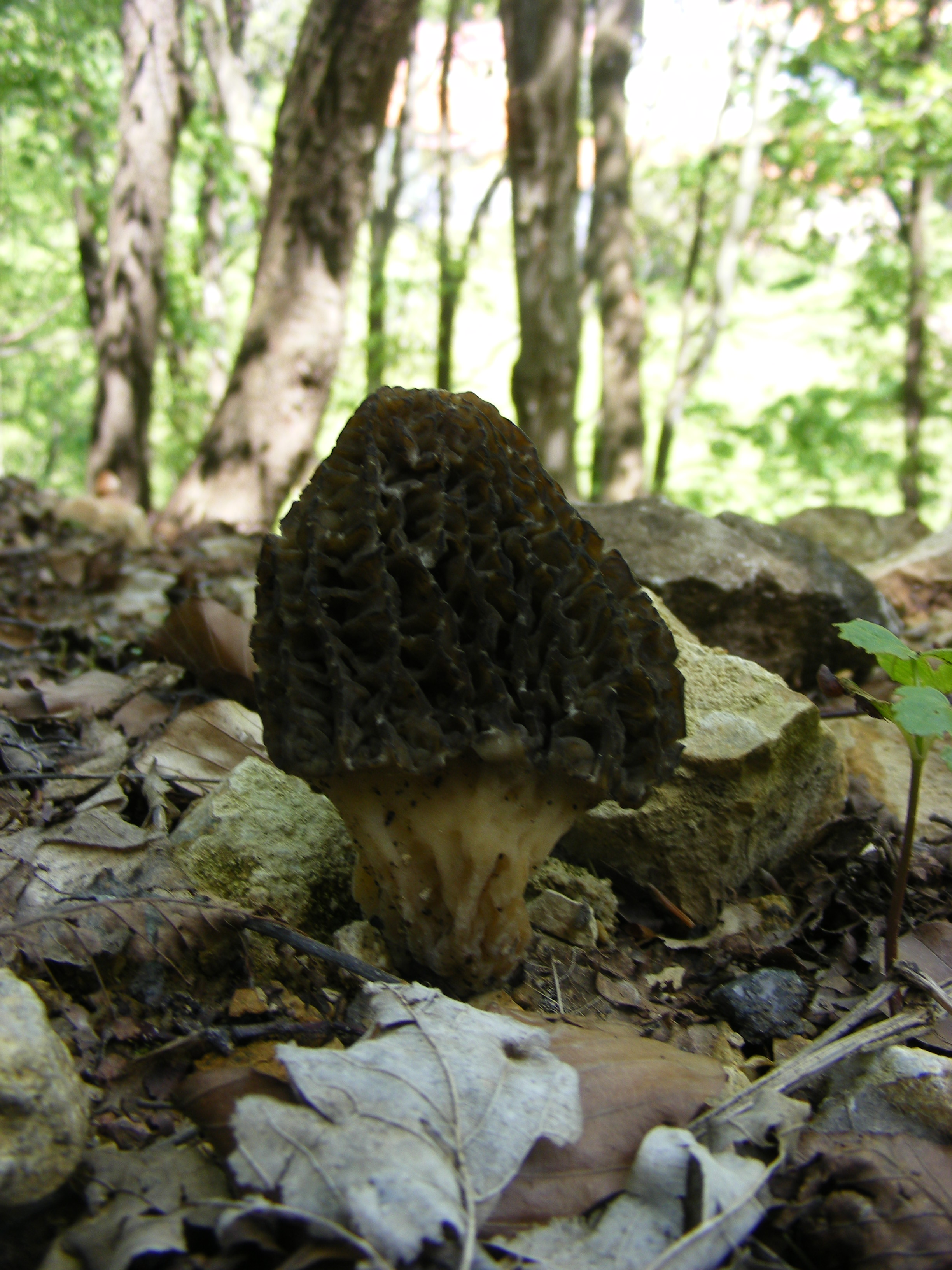
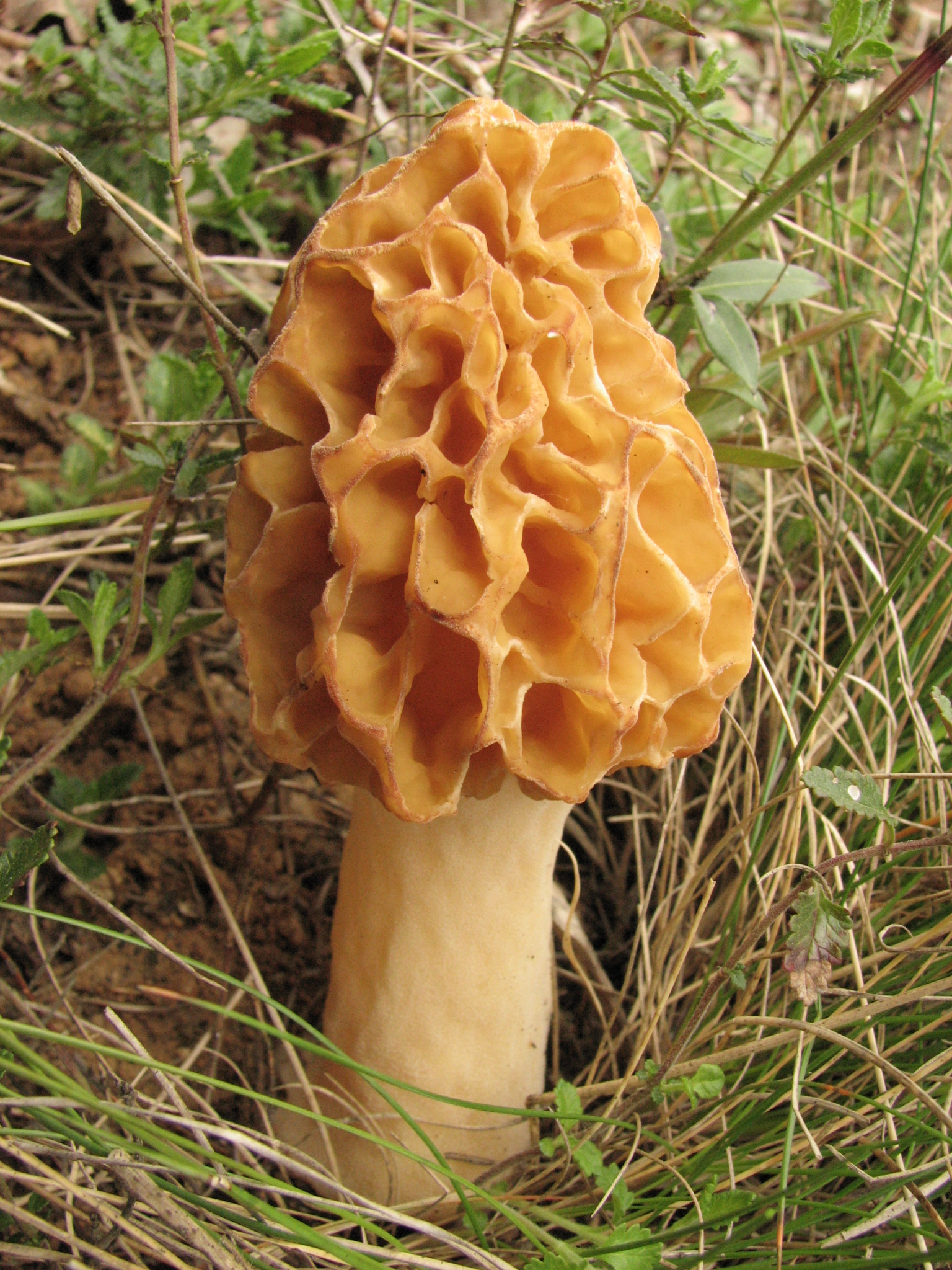